# Pauline Pfeiffer
Pauline Marie Pfeiffer (22 juillet 1895 - 1er octobre 1951) est une journaliste américaine et la seconde épouse du romancier Ernest Hemingway.

## Sa jeunesse
Née à Parkersburg, en Iowa, Pauline et sa famille s'installent en 1901 à Saint-Louis, dans le Missouri, où elle est instruite à l’Académie de la Visitation de Saint-Louis. Pauline est issue d'une famille aisée et d'obédience catholique pratiquante. Son père est un grand agent immobilier et propriétaire terrien d'Arkansas et ses deux oncles, dont elle est proche, sont les riches fondateurs d'une compagnie pharmaceutique et cosmétique. Bien que ses parents déménagent, quelques années plus tard, pour Piggott, en Arkansas, Pauline reste dans le Missouri pour étudier à l'École de journalisme de l'université du Missouri dont elle sort diplômée en 1918.

## La rencontre de Pauline et d'Hemingway
Après avoir travaillé pour le Cleveland Press à Cleveland et le The Daily Telegraph à New York, Pauline Pfeiffer change pour les magazines, travaillant alors pour Vanity Fair et pour Vogue . Un déplacement professionnel à Paris, pour le magazine Vogue la mène à rencontrer Hemingway et sa première femme, Hadley Richardson en 1926,.

## La séparation de Hadley  et d'Hemingway
Au printemps 1926, Hadley prit conscience des sentiments d'Hemingway à l'égard de Pauline. En juillet, Pauline rejoint le couple lors de leur voyage annuel à Pampelune.
À leur retour à Paris, Hadley et Hemingway décidèrent de se séparer et en novembre, Hadley lui demande formellement le divorce qui sera effectif le 14 avril 1927.

## Le mariage de Pauline et d'Hemingway
Organiser un mariage catholique en France, n'est vraisemblablement pas chose facile. Le couple avait le matin, la cérémonie du mariage civil à la mairie et l’après-midi, celle du mariage religieux. Seulement, il a fallu intégrer dans leur planning, le baptême d'Ernest en vue de l’obtention du certificat de baptême et sa conversion au catholicisme. Les pourparlers avec les représentants de l’Église ont dû être tendus. Ada Mac Leish une amie du couple avait décidé de prendre en charge la réalisation et l'organisation d'un lunch, servi aux invités, juste après la cérémonie. À cette fin, Ada Mac Leish comme son mari n'ont pu assister au service religieux. Hemingway épouse Pauline le 10 mai 1927, en l'église Saint-Honoré d'Eylau à Paris et ils passent leur lune de miel au Grau-du-Roi,.

## La vie du couple
La fin de l'année arrive et Pauline, enceinte, souhaite regagner les États-Unis. Un de leurs amis, John Dos Passos leur recommande Key West en Floride. Ils quittent Paris en mars 1928.
Après s'être installés à Key West, ils reçoivent de manière inopinée la visite des parents d'Ernest. Ils apprendront que ces derniers avaient été dès le début de leur relation  contre l'idée d'un mariage. Craignant la rumeur publique, il était clair que leur liaison sentimentale avait débuté longtemps avant son divorce. Pauline se plaint à Ernest du manque de compassion à son égard et souffre de la chaleur de la Floride. Elle fait appel à son père Paul, qui vient la seconder. Ils décident de rejoindre la maison familiale de Piggott en Arkansas pour y trouver un climat plus clément.
À quelques jours de l'accouchement, le couple, accompagné de certains de leurs amis, décide de partir pour Kansas City (Missouri) et être au plus près de l’hôpital. Pauline, à l'heure de la délivrance, peine à trouver la force pour effectuer le travail nécessaire. Aussi, les médecins décident de pratiquer une césarienne. En 1928, cette opération chirurgicale comporte des risques tant pour la vie de la mère que pour celle du bébé.
Le 27 juin 1928, l'enfant naît en bonne santé et reçoit le prénom de Patrick, la mère ressort exténuée.
Ernest s'inspire des difficultés de Pauline à mettre au monde leur enfant pour étoffer la personnalité du personnage principal de son roman L'Adieu aux armes, en relatant l'aspect dramatique d'un accouchement difficile et à l'issue incertaine. Ainsi Catherine Barkley, infirmière de profession, meurt à l’hôpital d'une hémorragie consécutive à l'accouchement de son enfant mort-né. Dans ce roman, il exprime les angoisses que lui-même a pu vivre lorsque, démuni devant la souffrance de sa femme, il prend conscience de la possibilité de les perdre tous les deux.
Le premier mois est très éprouvant pour Pauline, revenue à Piggott. Même si Hemingway a bouclé deux cents pages de la première version de son roman, il n'arrive plus à progresser et décide de partir au Wyoming où écriture, mais aussi pêche et chasse sont au programme. Pauline décide de le rejoindre, seule, dès qu'elle aura recouvré des forces et organisé le baptême de Patrick.   
La crash de la bourse en 1929 entame les finances de toute la famille Pfeiffer. En une journée, soixante-six banques ont déposé le bilan et une quarantaine suivront le même chemin les mois suivants . Le troisième roman d'Hemingway, L'Adieu aux armes paraît en 1929. La naissance de Gregory en 1931, accomplie aussi par césarienne et l’écriture de plusieurs séries de nouvelles viendront jalonner les dernières années de la vie du couple.
En 1936, les croyances catholiques de Pauline la conduisent à soutenir les Nationalistes durant la guerre civile espagnole, alors qu'Hemingway soutient les Républicains.

## La séparation de Pauline et d'Hemingway
Lors d'une sortie, décembre 1936, dans le bar Sloopy Joe de Key West, Hemingway rencontre Gellhorn revenant d'Allemagne où elle effectuait des recherches pour son troisième livre. En 1937, mandaté par la NANA - North American News Association -, pour couvrir les événements de la guerre civile espagnole, Hemingway s'installe à l'hôtel Florida de Madrid où il retrouve Martha Gellhorn, elle-même correspondante de guerre pour le Collier's Weekly, dont il tombe amoureux. Leur romance est le thème principal du film Hemingway and Gellhorn.
Après une vie madrilène de près de deux ans avec Martha avec des allers-retours aux États-Unis et en Europe, il demande le divorce à Pauline qui sera effectif en novembre 1940. Il épouse Martha Gellhorn, trois semaines plus tard.
Pauline conserve la maison après leur divorce et ouvre une boutique de tissus d'ameublement. Elle passe le reste de sa vie à Key West, égrenée de voyages fréquents en Californie pour rendre visite à sa sœur. Hemingway part s'installer à Cuba, à La Havane .

## Fin de vie
Pauline meurt à l’hôpital de Saint Vincent de Los Angeles, le 1er octobre 1951. Elle est enterrée dans une tombe sans nom, au Hollywood Forever Cemetery.
Son décès fut d'abord attribué à un état de choc soudain et violent provoquant l'arrêt de la circulation sanguine, consécutif à un appel téléphonique d'Ernest, a relaté son fils Gregory lors de son emprisonnement. En effet, Gregory, qui avait dû gérer des problèmes d'identité sexuelle durant la majeure partie de sa vie, avait été emprisonné pour atteinte à la pudeur alors qu'il avait été arrêté, habillé en femme dans les toilettes des femmes d'un théâtre,.
Quelques années plus tard, après qu'il fut devenu médecin, Gregory eut une autre lecture du rapport d’autopsie de sa mère. Pauline était morte à cause d'une tumeur située sur l'une de ses glandes surrénales phéochromocytome. Sa théorie repose sur le fait que l'appel téléphonique d'Ernest avait généré la tumeur en demandant à la glande une production soudaine et excessive d'adrénaline puis son arrêt brutal. La conséquence d'un tel changement de pression sanguine a généré ce choc circulatoire, causant le décès.

### Ouvrages
- (en) Bernice Kert, The Hemingway Women : Those Who Loved Him – the Wives and Others [« Les femmes d'Hemingway : Celles qui l'ont aimé, les veuves et les autres »], New York, W.W. Norton & Co., 1983, 189 p.
- (en) Carlos Baker, Hemingway : the writer as artist [« Hemingway : L'écrivain comme artiste »], New Jersey, Princeton University press, 1972 (ISBN 978-0-02-001690-8), p. 43
- (en) James R. Mellow, Hemingway : a life without consequences [« Hemingway : une vie sans conséquences »], Boston, Houghton Mifflin, 1992, 704 p. (ISBN 978-0-201-62620-9), p. 333
- (en) Jeffrey Meyers, Hemingway : a biography [« Hemingway : une biographie »], Londres, Mac Millan, 1985 (ISBN 0-333-42126-4), p. 204
- (en) Time Inc, LIFE, 25 mars 1940 (lire en ligne), p. 100

### Articles
- (en) Carol Rabin Miller, « Gender of Hemingway's son at center of feud » [« L'Identité sexuelle du fils d'Hemingway au centre de la querelle »], Miami Herald,‎ 2003 (lire en ligne, consulté le 27 juin 2011)
- (en) Peggy Haris (Associated Press), « Ernest Hemingway Museum Popular in Quiet Farm Town » [« Musée populaire d’Ernest Hemingway dans la tranquille ville de fermiers »], The Tuscaloosa News,‎ 2000 (lire en ligne, consulté le 4 novembre 2010)